# ロシア鉄道ED9形電車
ED9形（ロシア語: ЭД9）は、ロシア鉄道（ОАО «Российские железные дороги»）が1995年から導入した交流電化区間用電車（エレクトリーチカ）である。

## 概要
ソ連運輸通信省（ソ連国鉄）時代、ER9形を始めとする電車は主にリガに拠点を持つリガ車両製作工場（RVR, Rīgas Vagonbūves Rūpnīca）によって製造されていた。だが、ソビエト連邦の崩壊に伴いラトビアが独立した結果リガ車両製作工場はロシア連邦にとって海外の鉄道車両メーカーになってしまい、ロシア国内における電車製造の拠点が求められた。そこで、ソ連時代の1980年代から電車生産計画を立てていたロシア・デミホヴォに工場を持つデミホヴォ機械製造工場で新たに電車を生産する事となった。その中で交流電化区間用の電車として開発・製造が行われたのがED9形である。。
車体はデミホヴォ機械製造工場が手掛ける直流区間用電車であるED2T形やED4形とほぼ同様の車体を有しており、制動装置として回生ブレーキを備えているのが特徴である。また車体はリガ車両製作工場で製造されたER9形（19,600 mm）から延長され、定員数が増加している。

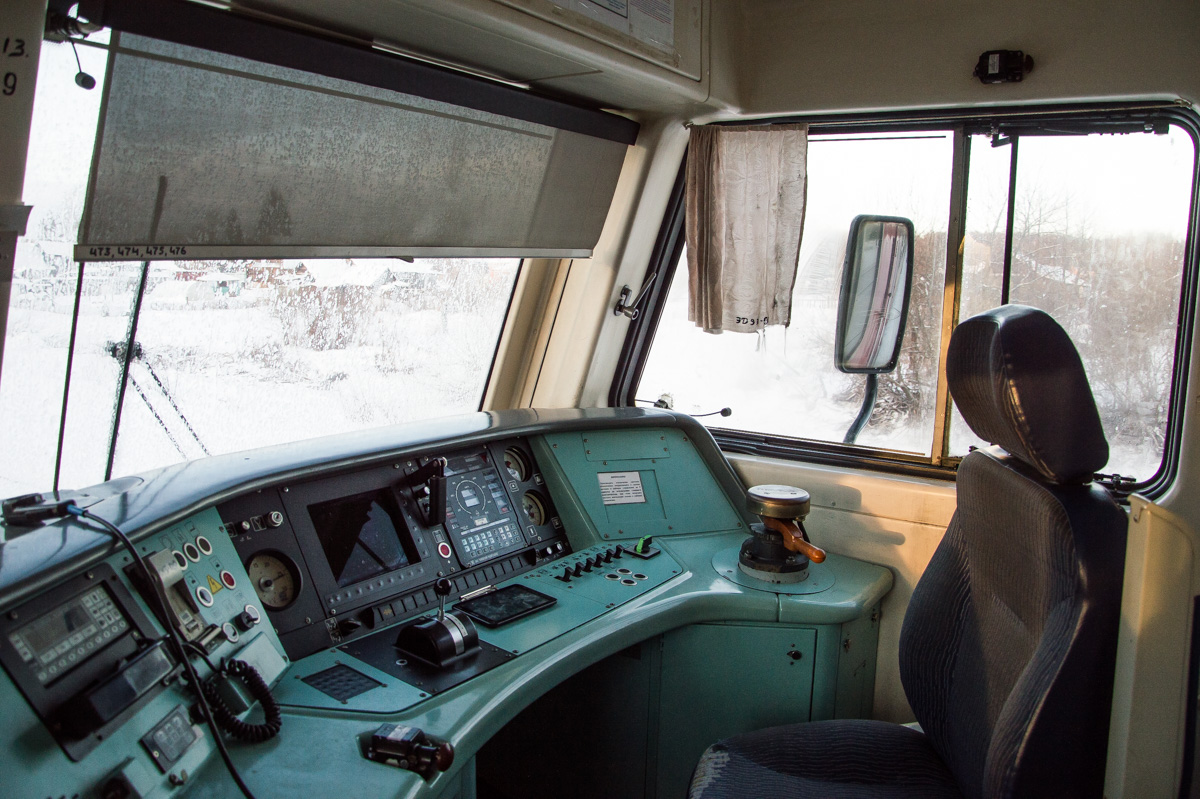
運転台（ED9E-0013編成）
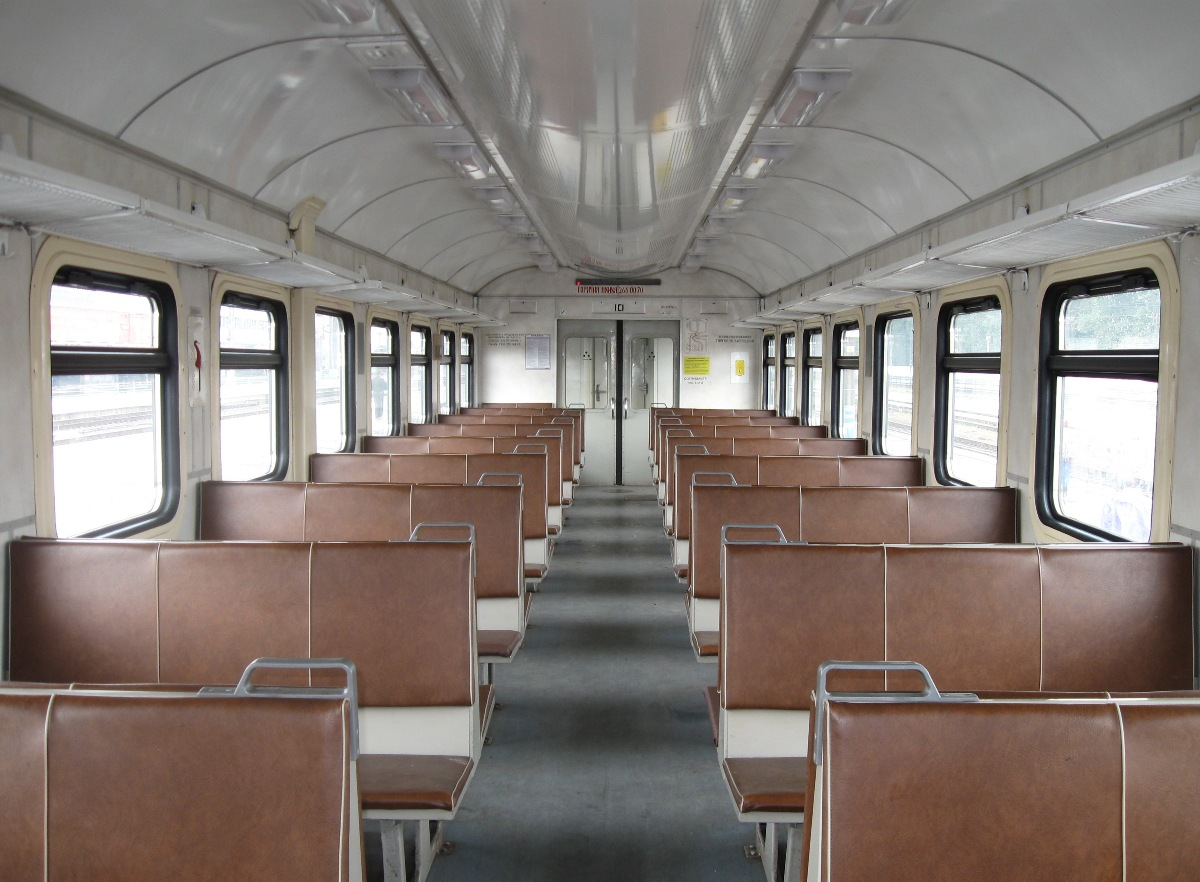
車内（ED9M-0237編成・10号車）

## 車種

### ED9T形（ЭД9Т）
1995年から製造が開始された最初の車種。直流区間用電車であるED2T形と同型の車体を有している。また多くの電気機器や機器配置はER9T形と同等であったが、主電動機を出力が向上した1DT-003.11形に変更した他、回生ブレーキの回生失効時や故障時に対応するための対策が施されている。営業運転は1995年12月から始まり、1999年まで製造が行われた。
なお、1999年には電気機関車とプッシュプル運転を行うために付随車30両（3001-3030）が製造され、2010年代初頭までニジニ・ノヴゴロド地域で使用されていた。

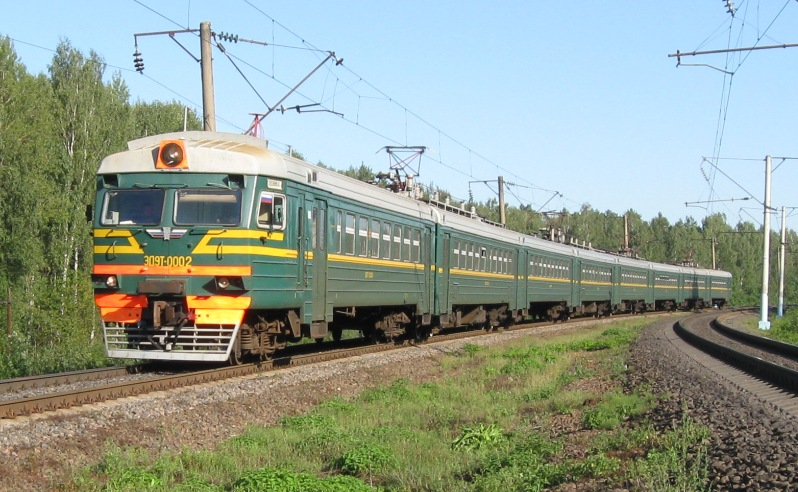
ED9T-0002編成（登場時）
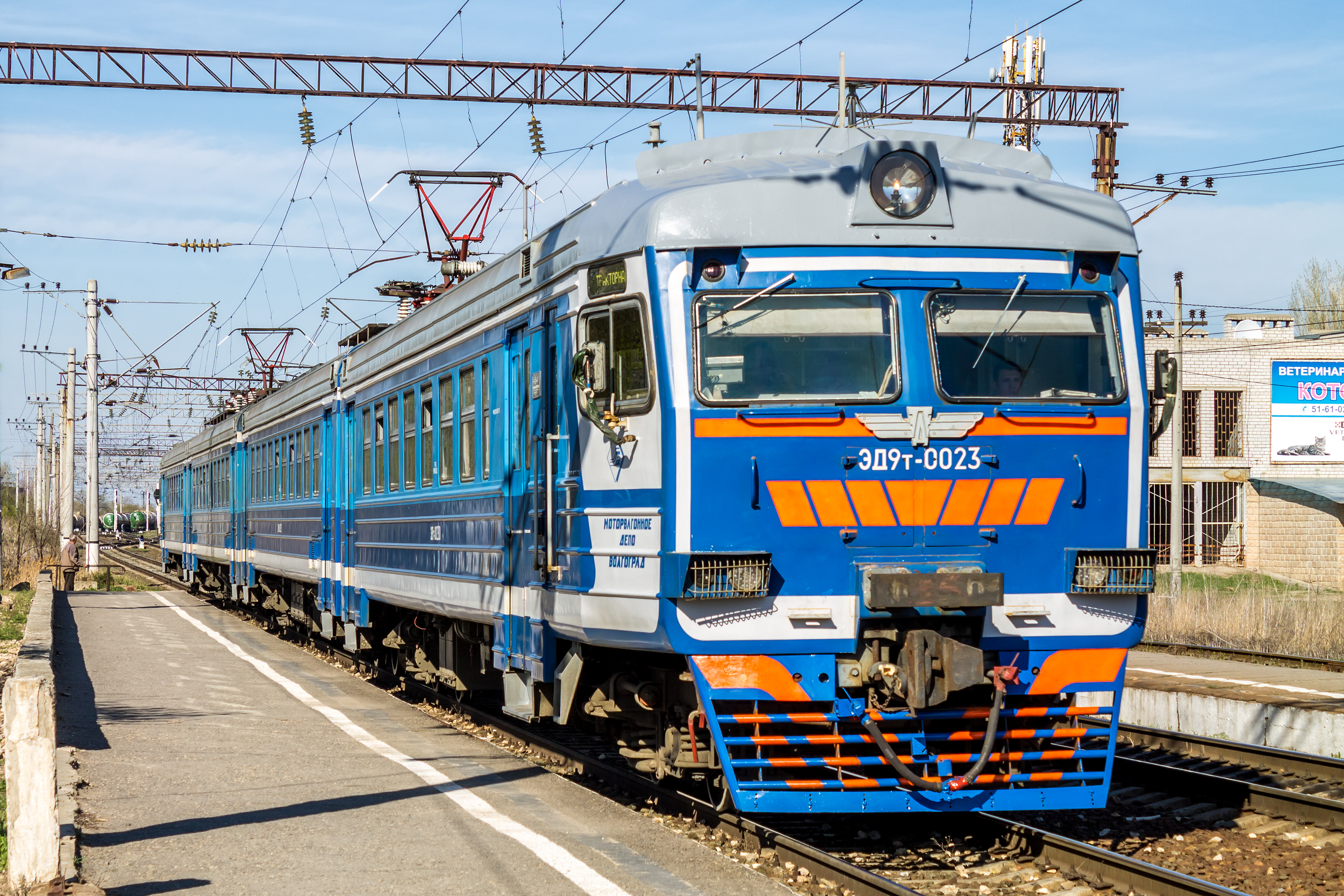
ED9T-0023編成
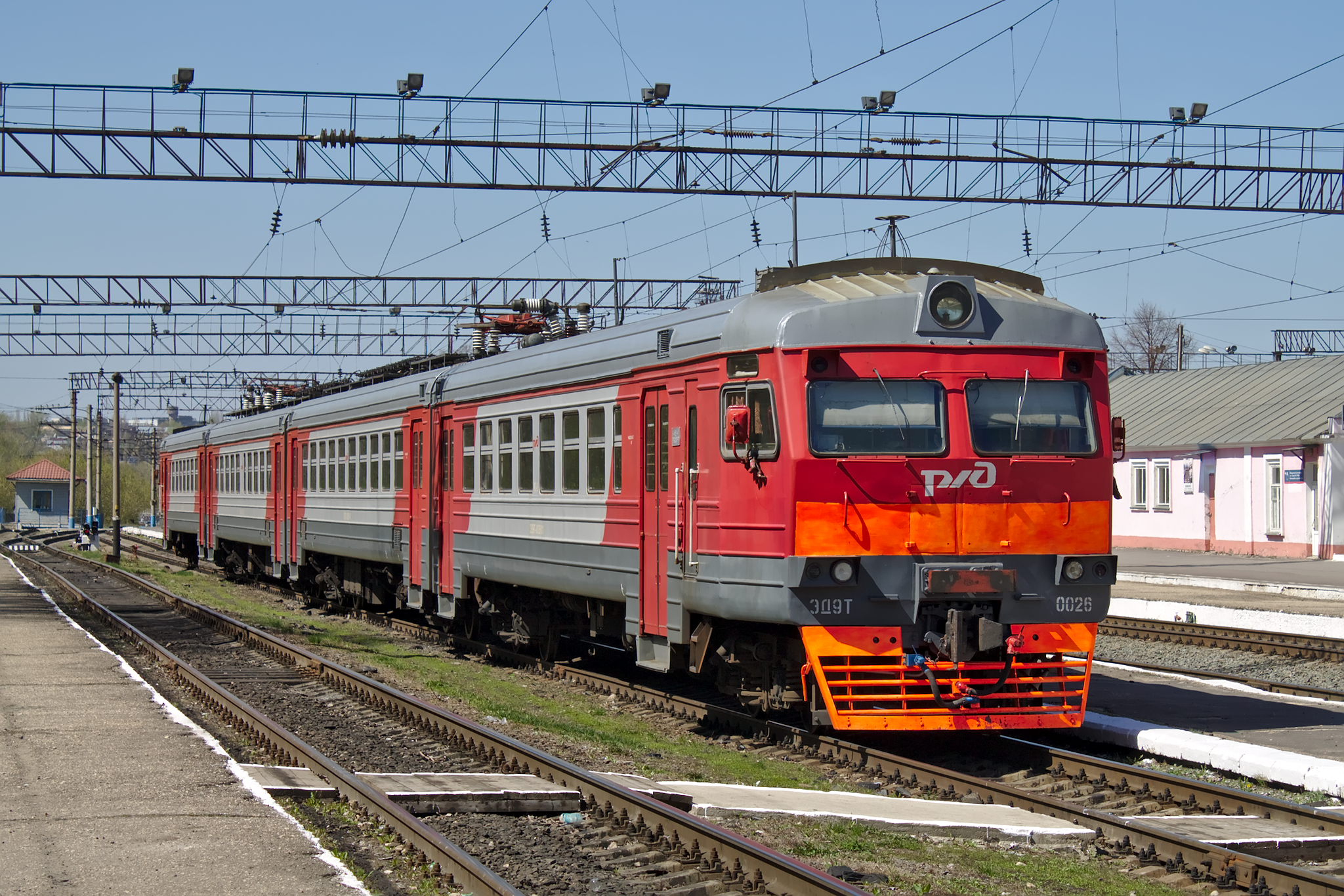
ED9T-0026編成

### ED9M形（ЭД9М）、ED9MK形（ЭД9МК）
2000年から2012年まで製造された形式。ED9T形の実績を基に多数の改良が加えられた。
前面が人間工学を基に設計された新たなデザインに変更され、運転室には連結している車両の故障や火災などの異常を感知する警報システムからの情報を表示するディスプレイが設置された。また車内のレイアウトが改良され10両編成時の定員数がED9T形から17％増加し、乗降扉も大型化した。主電動機についても出力の増加が図られた結果、設計最高速度が130km/hに向上した事に加え、それまで偶数両（4両、6両、8両、10両、12両編成）のみ組成可能だったED9T形に比べ編成の柔軟性が増し、付随車を連結した奇数両（7両、9両、11両編成）の編成も可能となった。
なお、1999年に製造されロシア鉄道東シベリア鉄道支社やカザフスタン鉄道に導入されたED9MK形は、高速バスに対抗するため優等座席車が設定されており、普通車に加えファーストクラス、セカンドクラスの車両が連結されている。またアエロエクスプレス向けの編成は後述するED9E形と同様の先頭デザインに改められ冷房装置が搭載された他、車内も空港利用客に適したレイアウトとなっていた。

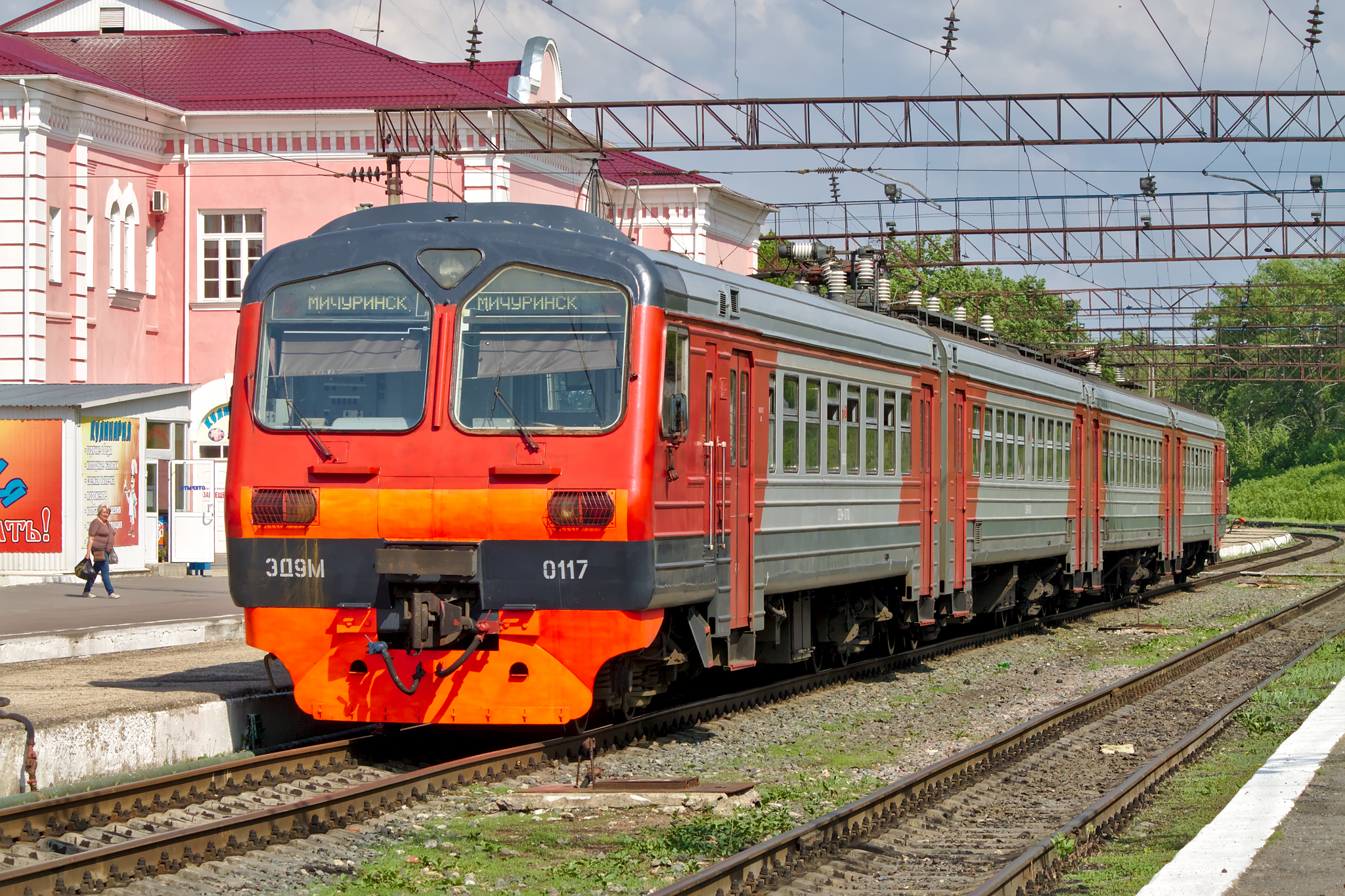
ED9M-0117編成
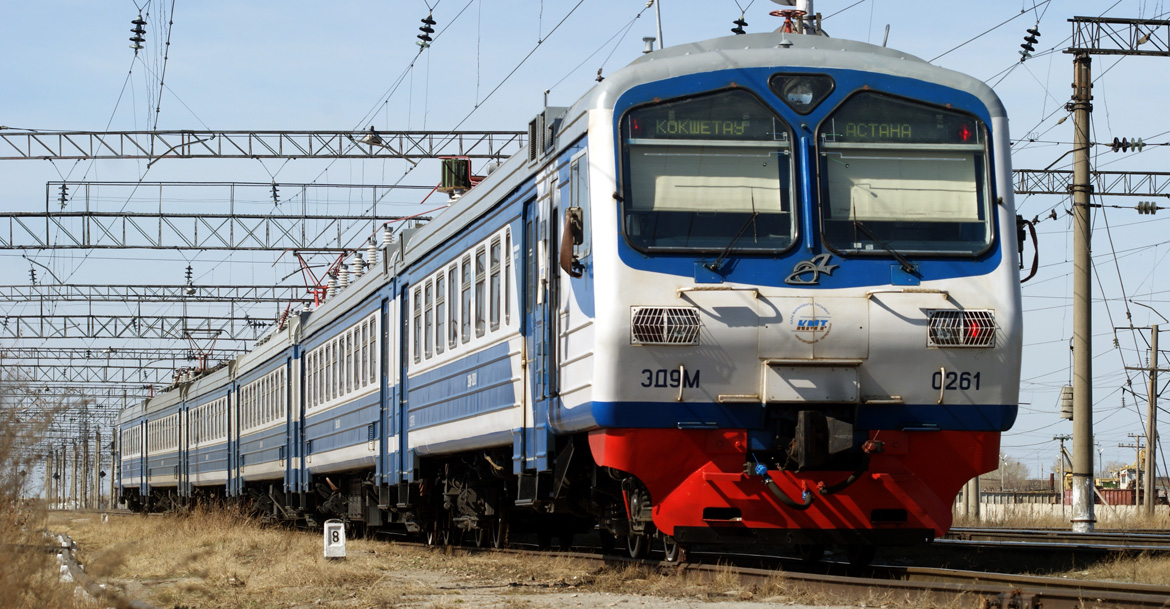
ED9M-0261編成（カザフスタン鉄道所有）
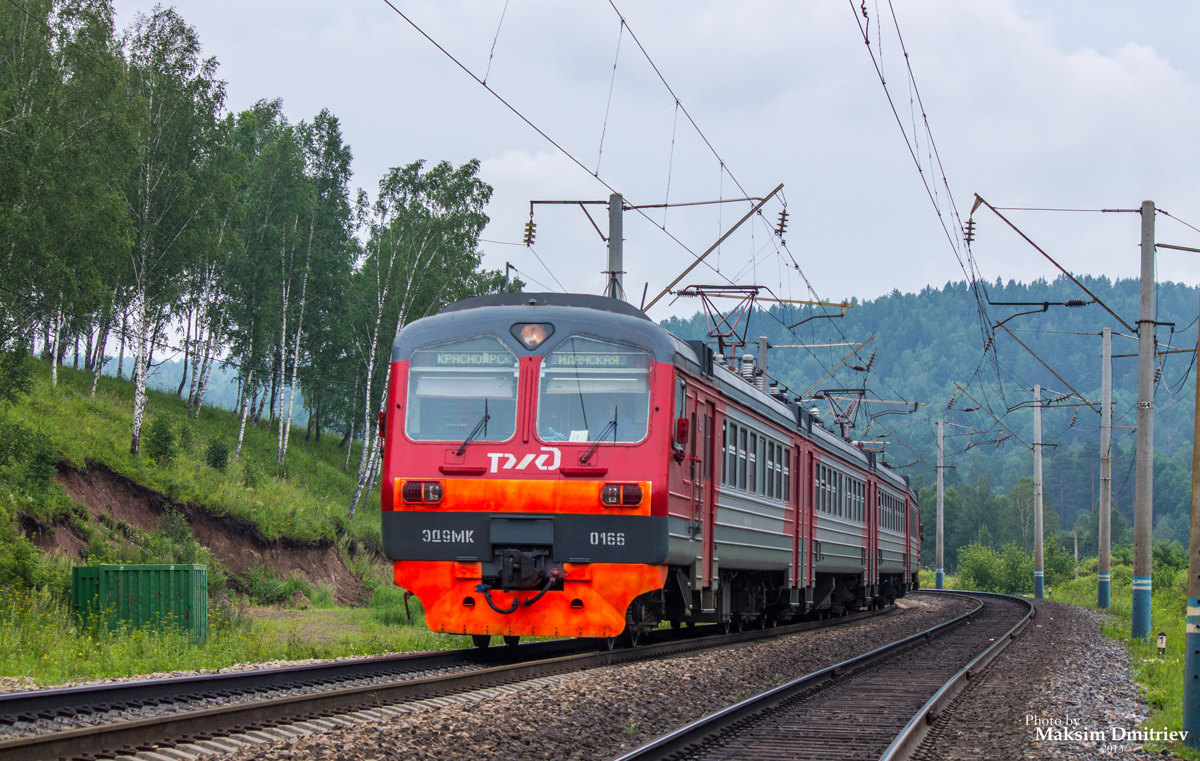
ED9MK-0166編成
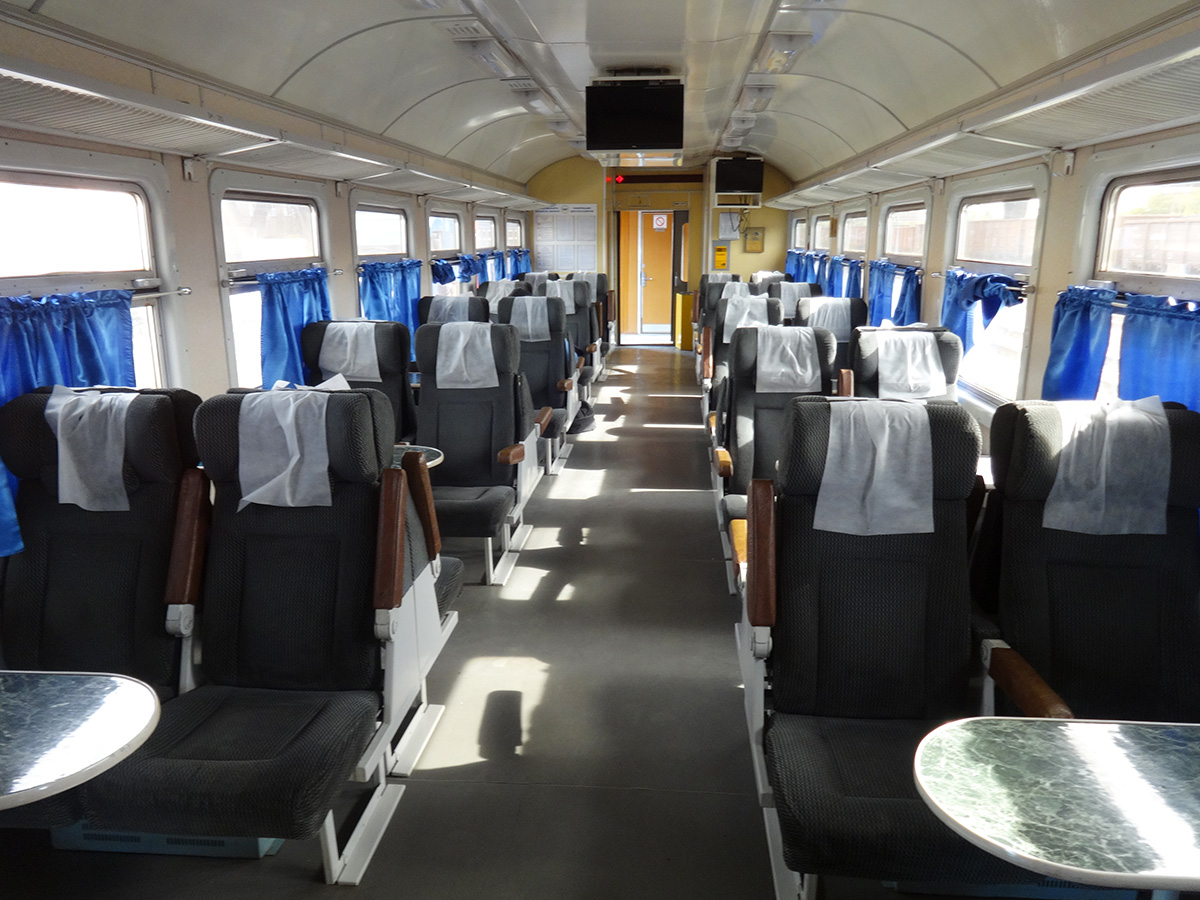
ED9MK形の優等座席（ED9MK-0076編成）
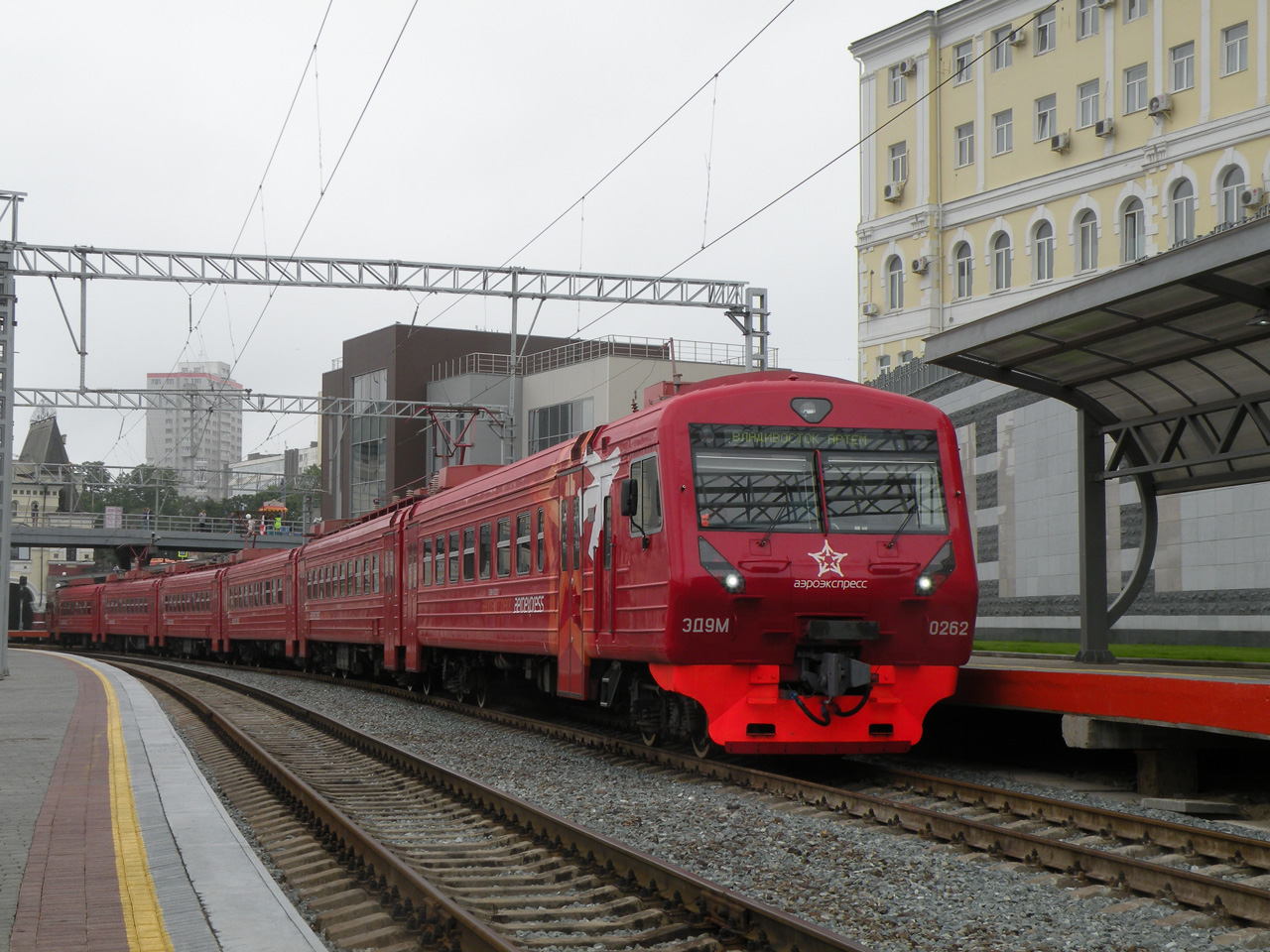
ED9M-0262編成（アエロエクスプレス所有）
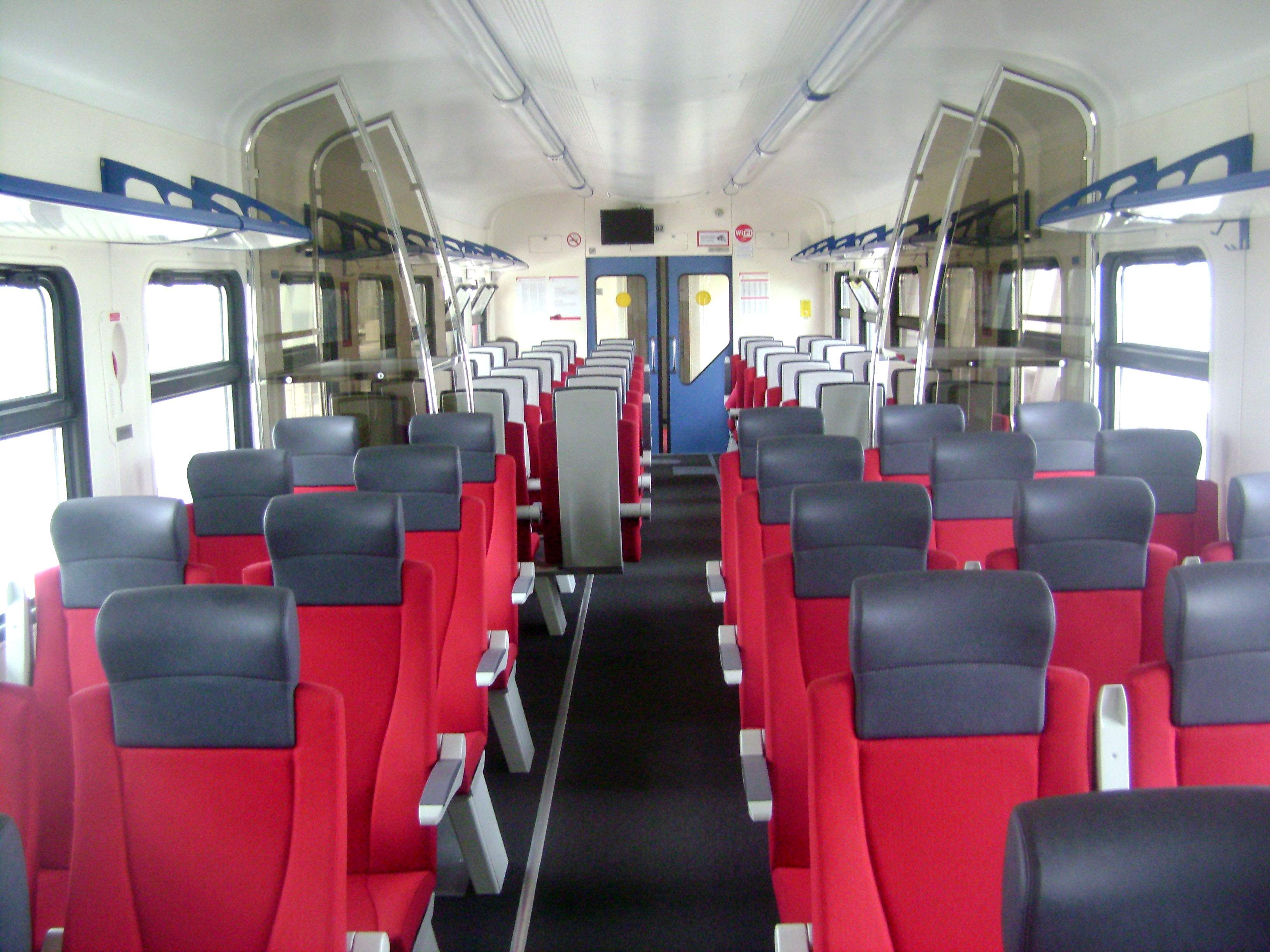
アエロエクスプレス所有車両の車内

### ED9E形
2006年に試作車が製造され、2010年から営業運転・量産が開始された形式。ED9M形と比べて消費電力や維持費の削減など省エネが重視された設計となっており、整流器がマイクロプロセッサ制御やインバータを取り入れ消費電力を削減したVIP-1000に変更された他、主電動機（TED-10U1）も同様の省エネ設計に改められている。これらの機器の導入により、ED9M形と比較して消費電力が20％以上削減されている。また接客設備にも改良が加えられ、屋根上に冷房装置が設置されている。
製造年によって前面デザインに変化が生じており、試作車や2011年まで製造された車両はED9T形と同様であったが、2012年以降製造された車両は前面表示器や前照灯の位置が変更された新たな外見に変更された。更に2014年にも直流区間用のED4M形500番台と同型の流線形の全面デザインへの変更が行われ、2016年まで製造が行われた。なお、ED4M形500番台と異なり車体側面下部にはビード加工が施されていた。
以降の交流電車の増備は、安全性や編成の柔軟性を増した新設計のEP3D形によって行われている。

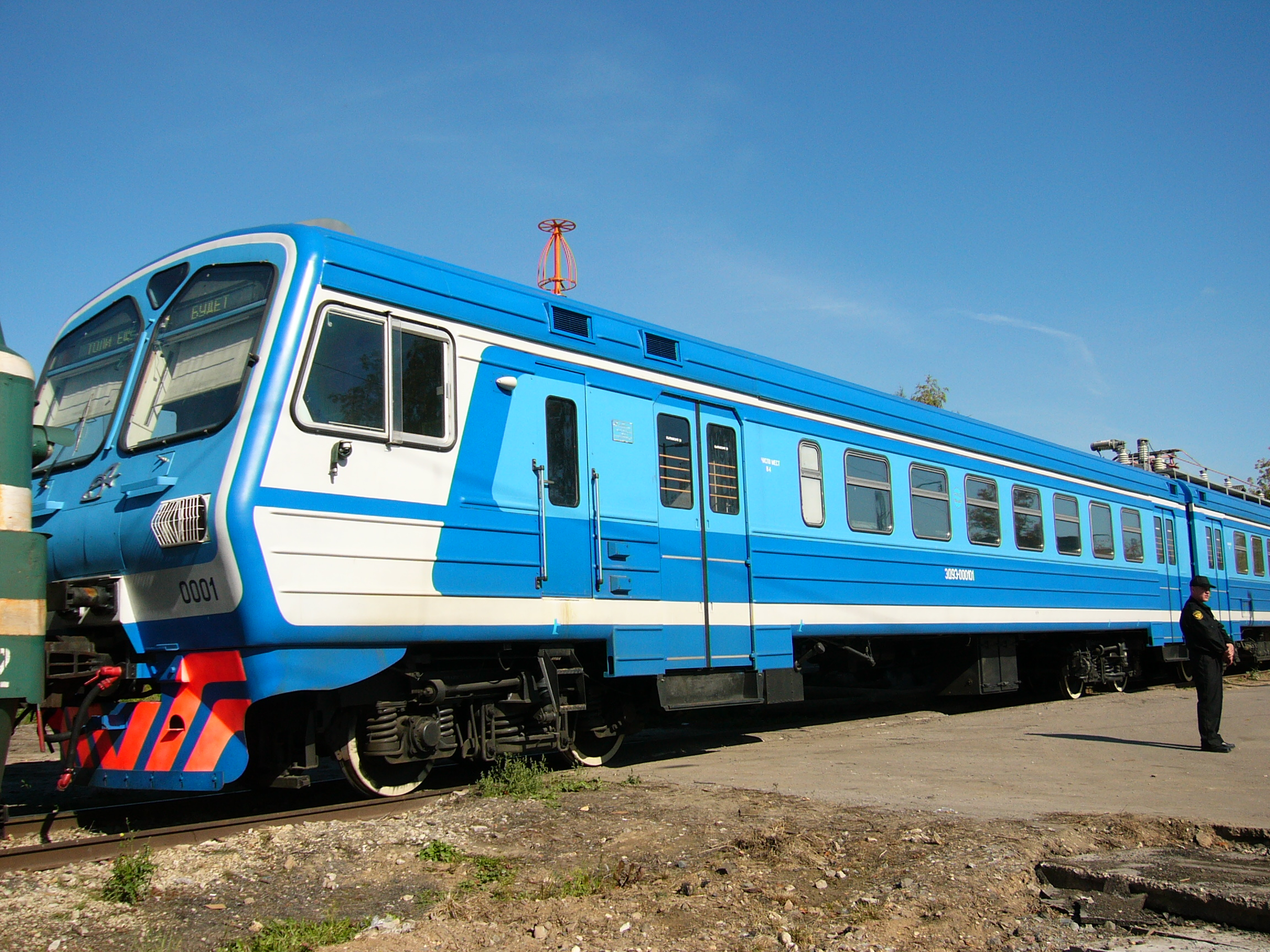
ED9E-0001編成（試作車）
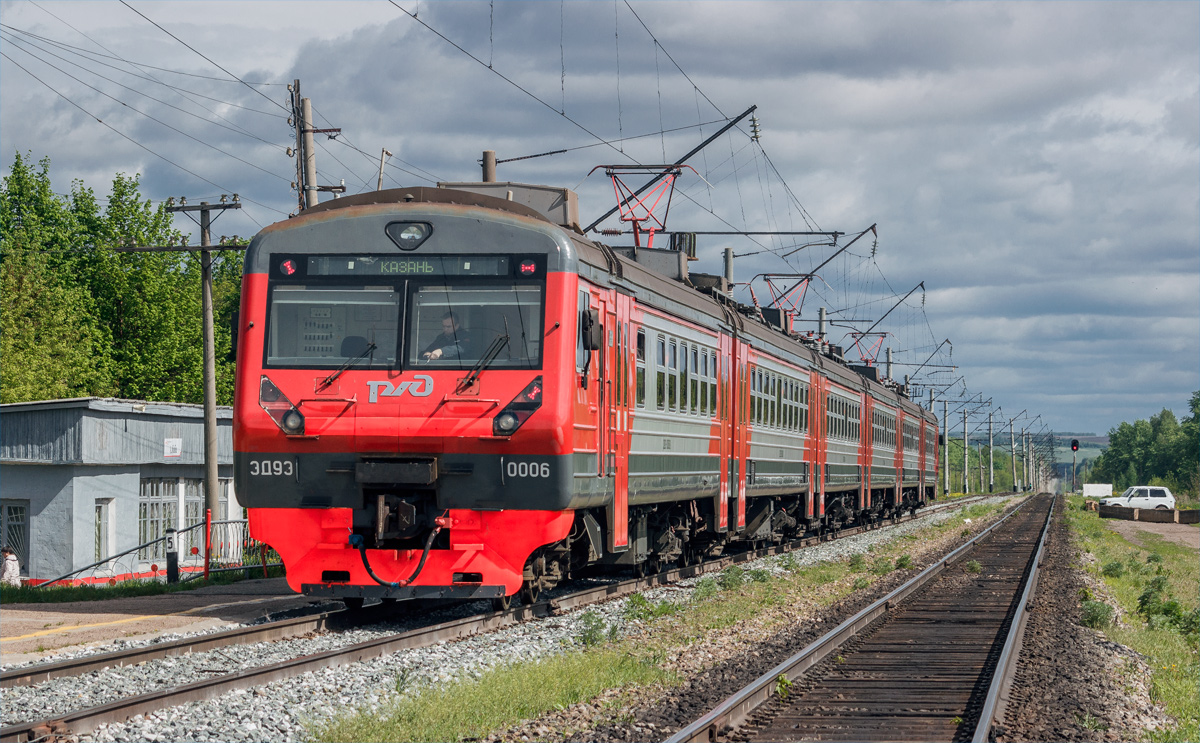
ED9E-0006編成
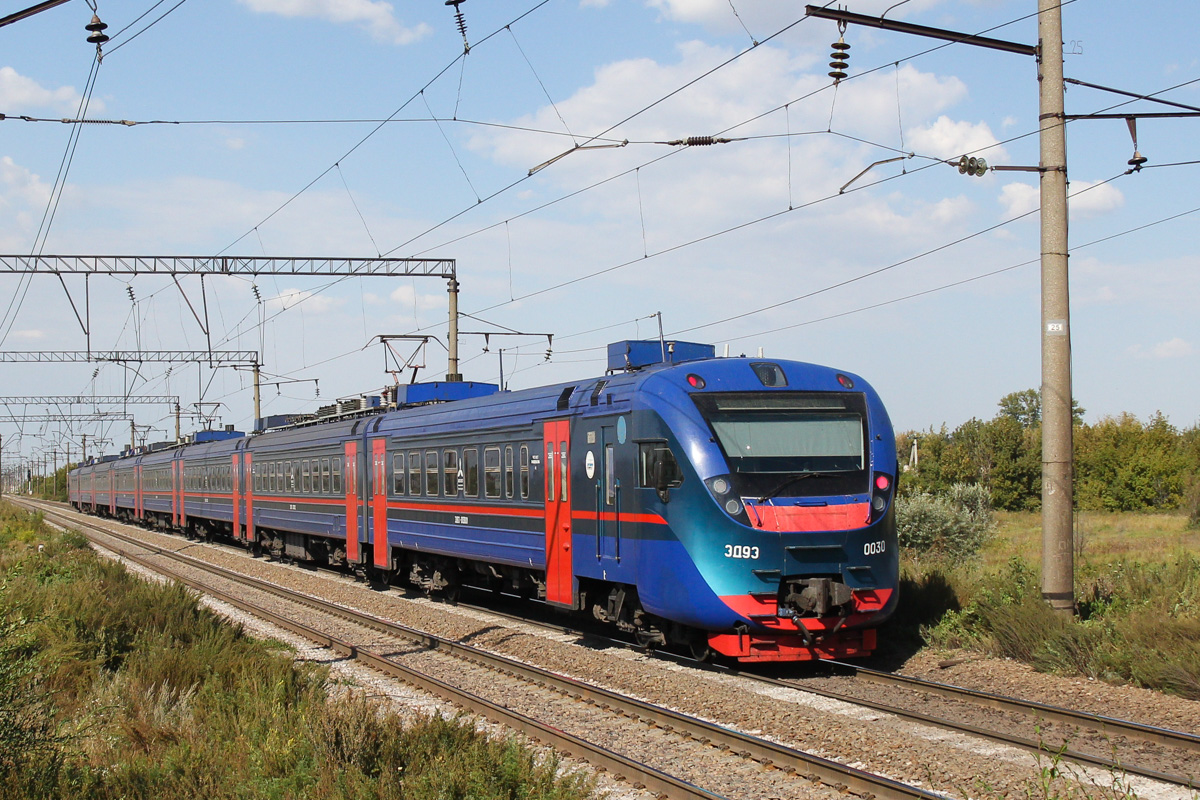
ED9E-0030編成

## 改造

### 短編成化
ED9形の最短編成である4両編成では過剰設備となるローカル線向けに、電動車の先頭車化改造を行い2両編成が組めるようにした車両。クラスノヤルスク電気車両修理工場（Красноярский электровагоноремонтный завод）によってED9M形の改造が行われ、2014年に発表された。

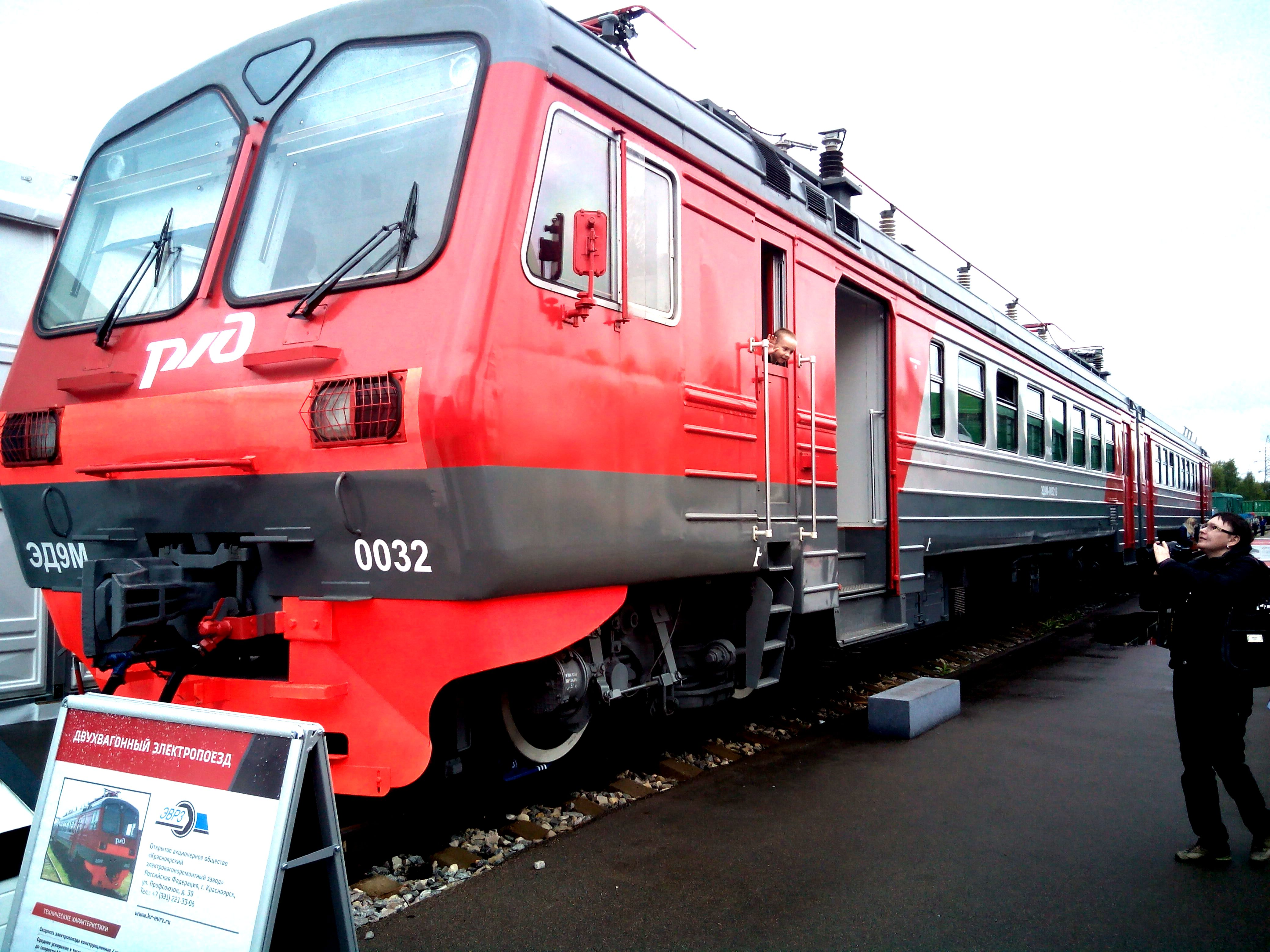
2015年の"Expo-1520"で公開された2両編成のED9M形

### 事業用車への改造
ロシア鉄道が所有するED9形の一部車両については、交流区間で用いる視察用車両などの事業用車への改造が行われている。

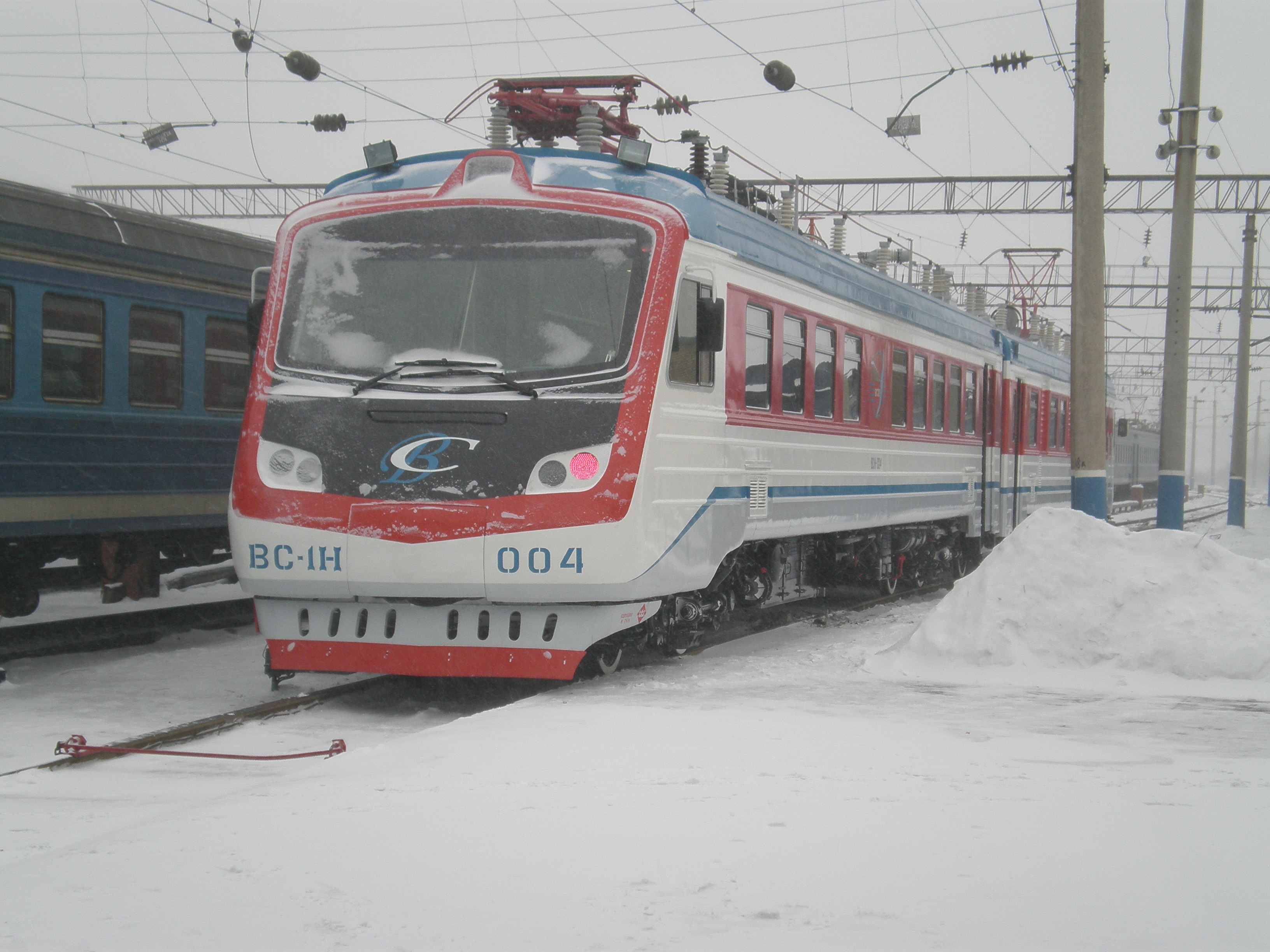
VS1N形（VS1N-004形）
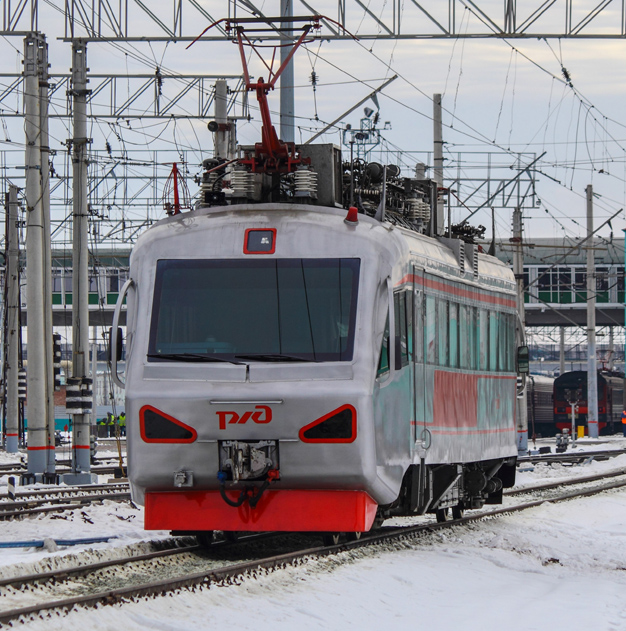
EM2P形（EM2P-02）

## 関連形式

### ED1形（ЭД1）
2000年からロシア鉄道極東鉄道支社の管轄路線で使用されたプッシュプル列車。デミホヴォ機械製造工場で製造されたED9T形と同型の付随車10両（うち2両はトイレ付き）の両端にVL80S形電気機関車が連結されていた。

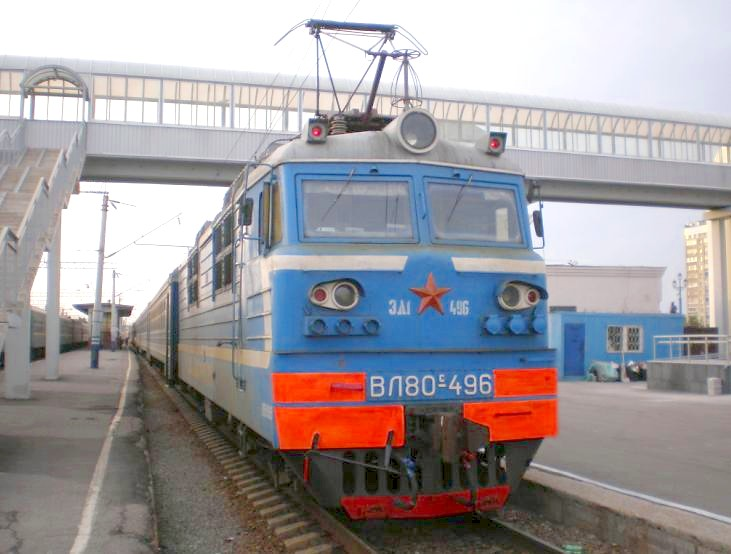
ED1形（ED1-001編成）

### EDS1R形（ЭДС1Р）
ED9M形の設計を基にデミホヴォ機械製造工場で2両編成2本が製造された事業用車。配給輸送や職員輸送などに用いられる。

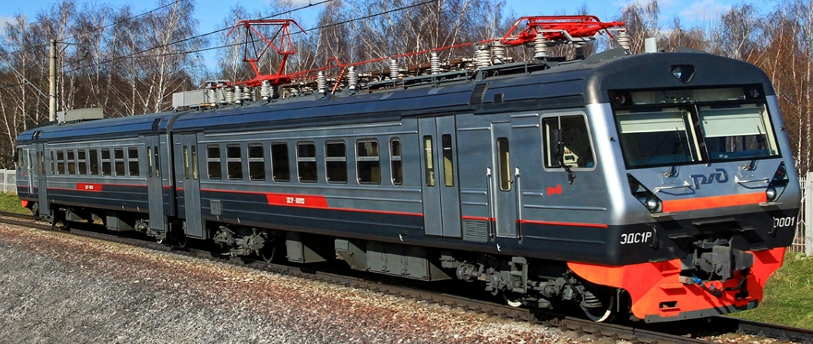
EDS1R形